# Fira d'Ontinyent
La Fira d'Ontinyent és una fira tradicional i d'atraccions que se celebra el tercer cap de setmana del mes de novembre.

## Història
Les fires són un fenomen econòmic sorgit durant l'edat mitjana. Es tractava d'una trobada organitzada de diferents comerciants d'una localitat durant diversos dies i normalment un cop a l'any. Fomentava el comerç i l'activitat econòmica. Després, el terme fira va anar evolucionant, anomenant des d'exposicions de ramats per a la venda fins a qualsevol tipus d'esdeveniment comercial. Actualment sol incloure activitats festives, amb atraccions. Aquestes últimes solen estar situades als afores de la ciutat.
Va iniciar-se per privilegi reial l'any 1418 i va estar motiu de disputes entre la veïna Albaida i Cocentaina per la fixació de les dates de celebració, ja que l'èxit de la mateixa era indispensable per al manteniment de l'economia local durant aquell temps.
Des de l'any 2000 hom celebra al mateix recinte firal. Els darrers anys s'havia fet coincidir amb la Fira Gastronòmica de la Vall d'Albaida amb l'objectiu de donar a conèixer els productes autòctons i delectar els paladars més exigents dels visitants.
L'any 2013 i els anteriors es va celebrar un cap de setmana abans i a la plaça de Sant Domingo.

## La fira d'Ontinyent
La fira d'Ontinyent és el tercer cap de setmana de novembre. Aquest mercat agrícola ha evolucionat envers una fira amb modernes atraccions mecàniques i paradetes de jocs o d'espectacles i milers de productes. Amb més de 50 atraccions, entre infantils i adultes, tómbola, bingos, bars, així com al voltant de 300 paradetes de venda amb productes variats, aquesta fira, és una de les més tradicionals del País Valencià i també una de les que més qualitat i quantitat de productes ofereix al públic.
Lligada a la fira i al mes d'octubre trobem una de les nostres més estimades tradicions culinàries, la Coca de Fira, feta sobre pasta seca, amb cansalada, llonganisses, les nostres tan estimades botifarres de ceba, i amb un ingredient molt especial: els pebrassos (bolets), els bolets que els experts cercadors d'Ontinyent troben en aquestes setmanes de tardor, tant pel territori, pel del veïnat i fins i tot molt lluny de la ciutat.
Lligada al dilluns de Fira, i fins fa pocs anys, es desenvolupava la celebració dels Quintos, que passejaven, tots pintats i amb barrets, repartint versos a canvi de diners. Amb la desaparició del servei militar obligatori també va acabar el costum.

## Atraccions

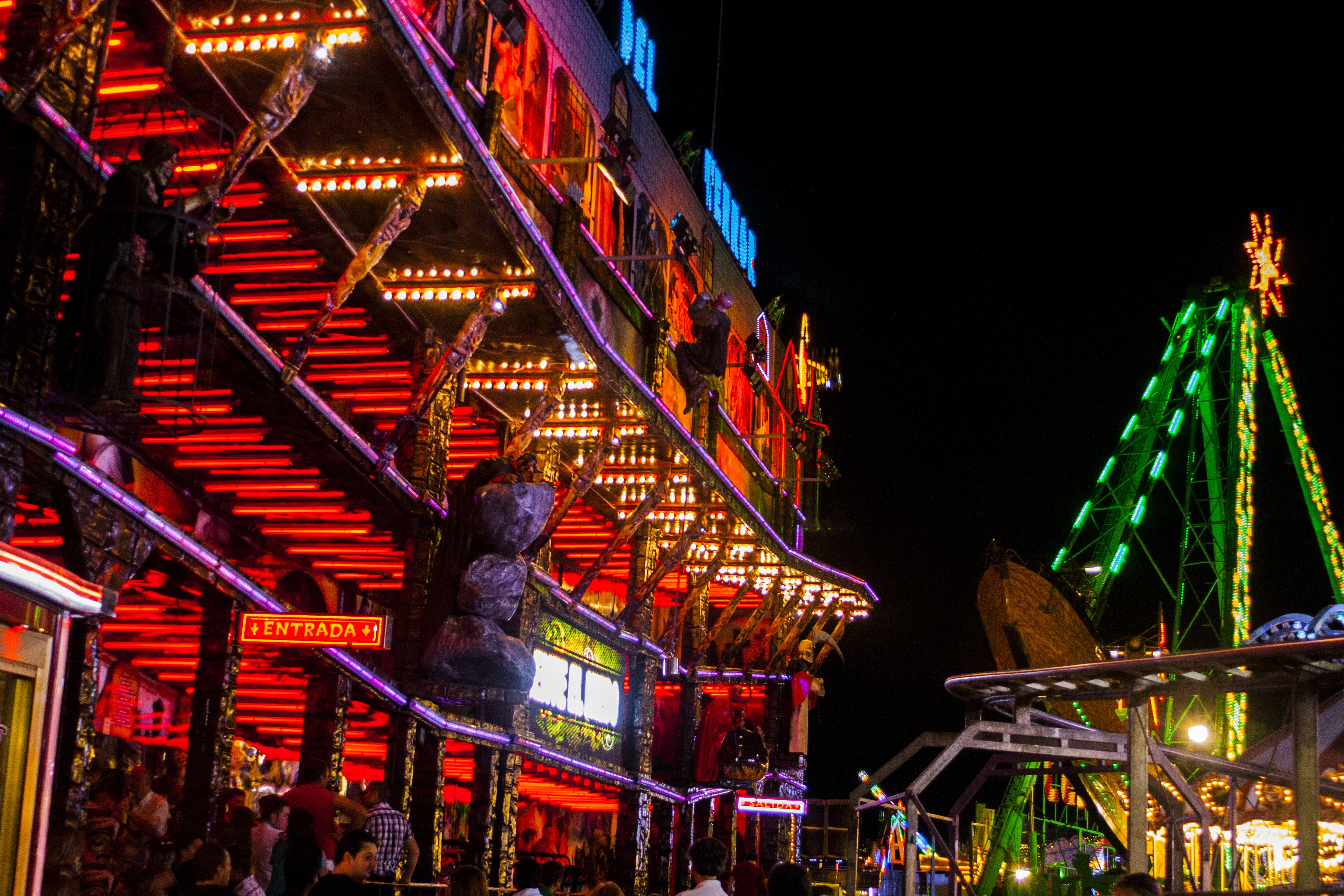
Atraccions

- Cavallets
- Autos de xoc
- Vaixell viking
- etc..